# رابرت سگوسو
 رابرت سگوسو (انگلیسی: Robert Seguso؛ زاده ۱ مهٔ ۱۹۶۳) یک تنیس‌باز اهل ایالات متحده آمریکا است.